# Sosnowe (rośliny)
Sosnowe (Pinoideae Pilg.) – podrodzina roślin z rodziny sosnowatych (Pinaceae). Jej przedstawiciele występują na półkuli północnej. Wyjątekiem jest Pinus merkusii rosnąca na Sumatrze, pomiędzy 1° 40' a 2° 06' równoleżnikiem szerokości geograficznej południowej.

## Systematyka
Podrodzina obejmuje rodzaje:
- Cathaya Chun & Kuang
- świerk (Picea A. Dietr.)
- sosna (Pinus L.)

Pierwotnie była ona monotypowa i znajdował się tu jedynie rodzaj sosna. Rodzaj Cathaya należał do podrodziny modrzewiowych a świerk do monotypowej podrodziny świerkowych.